# フィル・バーリー
フィル・バーリー（Phil Burleigh 、1986年10月22日 - ）は、ラグビーユニオン選手。2024年5月までジャパンラグビーリーグワン九州電力キューデンヴォルテクスに所属した。

## プロフィール
- ニュージーランドクライストチャーチ出身。
- ポジションはセンター(CTB)。
- 身長 182 cm、体重 93 kg
- スコットランド代表に選ばれたことがある[1]。

## 略歴
チーフス、ハイランダーズ、エディンバラを経て、2018年、カンタベリーに加入。また同年10月にはサンウルブズの2019年スコッドに選ばれた。
2019年、九州電力キューデンヴォルテクスに加入。同年11月16日に行われたジャパンラグビートップチャレンジリーグ第1節の栗田工業ウォーターガッシュ戦に先発出場で日本での公式戦初出場を果たす。
2024年5月、5シーズン在籍した九州電力キューデンヴォルテクスを退団。